# Дис-мол
Дис-мол је молска лествица, чија је тоника тон дис, а као предзнак има шест повисилица.

## Варијанте лествице
На слици испод се дају видети редом, природна, хармонска и мелодијска дис-мол лествица:
У хармонском молу седми тон при повишењу прелази из цис у цисис (еквивалент тона де), а у мелодијском дис-молу шести тон бива повишен из чистог ха у хис.

## Познатија класична дела у дис-молу
- Етида бр. 12, оп. 8, Скрјабин